# Táňa Fischerová
Táňa Fischerová, właśc. Taťana Fischerová (ur. 6 czerwca 1947 w Pradze, zm. 25 grudnia 2019) – czeska aktorka, pisarka i polityk, parlamentarzystka, kandydatka w wyborach prezydenckich w 2013.

## Życiorys
W połowie lat 60. studiowała na uczelni artystycznej JAMU w Brnie. Porzuciła studia po dwóch latach, podejmując pracę w praskim teatrze Činoherní klub, gdzie była zatrudniona do 1973. Później współpracowała z różnymi teatrami, grała też w filmach reżyserowanych m.in. przez Karela Kachyňę i Jaromila Jireša.
W 1989 sygnowała odezwę Několik vět przygotowaną przez środowisko Karty 77. W 1998 powołana do rady fundacji Vize 97, którą założyli Dagmar Havlová i Václav Havel. W latach 2002–2006 sprawowała mandat deputowanej do Izby Poselskiej z ramienia Unii Wolności.
W styczniu 2013 wystartowała w pierwszych bezpośrednich wyborach prezydenckich, jej kandydaturę wystawiła Partia Zielonych. W pierwszej turze głosowania otrzymała 3,2% głosów, zajmując 7. miejsce wśród 9 kandydatów.
Była autorką i współautorką kilku książek, m.in. Bílý den... a jiné příběhy (1999), Světliny 2: putování k polednám (2006), Láska nevládne, láska tvoří: hledání cest k proměně společnosti (2012).